# Enrique Alessio
Enrique Carmelo Alessio (Buenos Aires, Argentina, 8 de enero de 1918 - Mar del Plata, provincia de Buenos Aires, ídem, 8 de septiembre de 2000), conocido artísticamente como Enrique Alessio, fue un bandoneonista, compositor, director de orquesta y arreglista dedicado al género del tango.

## Actividad profesional
Nació en el barrio de Villa Crespo de la ciudad de Buenos Aires, estudió música con Alejandro Junnissi y su debut profesional fue en 1935 en el trío de bandoneones que completaban Manuel Daponte y Luis Bonnat.
Osvaldo Pugliese lo convocó para la orquesta que estaba organizando y fue así que debutaron en el café El Nacional el 11 de agosto de 1939, con la dirección de Pugliese desde el piano y Enrique Alessio, Osvaldo Ruggiero y Alberto Armengol en bandoneones, Enrique Camerano, Julio Carrasco y Jaime Tursky en violines, Aniceto Rossi en contrabajo y, como cantor, Amadeo Mandarino, orquesta que, aunque con los lógicos recambios, lo acompañó durante 55 años. 
Estos músicos, bajo la dirección de Pugliese, fueron los artífices del estilo yumba o estilo Pugliese, una forma determinada de marcación rítmica en la que cada músico hizo su aporte desde el instrumento que tocaba y desde su propia inventiva, forjando una definitiva identidad al estilo de la orquesta. Había staccatos y rubatos, creados en el momento mismo de la ejecución,  contrapuntos entre las cuerdas y los bandoneones o entre el piano conductor y los violines o fueyes, todo ello al servicio de la esencia pura del tango elaborado, pensado, orquestado en equipo con multiplicidad de ideas pero tras el único objetivo de la estética musical. La orquesta de Pugliese era conocida como "la de los dos Osvaldos", con referencia a la sincronía musical de los dos músicos durante la década de oro del tango de 1940.
Sobre esa orquesta recordaba Ruggiero en un reportaje:

”La de Pugliese siempre fue una orquesta de avanzada y, dentro de ella, uno iba formando su personalidad. Tenía que hacerlo porque Osvaldo era muy exigente. Me decía: “Tenés que estudiar, ¡estudiá!”. Y yo lo tomé muy en serio porque quería sobresalir. Osvaldo insistía: “Tenés que llegar a interesar como interesa Troilo”. Me hablaba de Troilo porque era la gran figura del bandoneón. ¡Miren en el brete que me metió el hombre!... «Pugliese siempre le dio una importancia especial a los bandoneones dentro de la formación de la orquesta, porque va ligado a la faz rítmica. El bandoneón, junto al bajo y al piano, marcan la percusión dentro del conjunto. «Osvaldo fue el mejor continuador de Julio De Caro, pero se desprendió de él a partir de “La yumba” y “Negracha”. Con esos tangos nace el auténtico Pugliese, manteniendo la fidelidad a la preponderancia rítmica que viene desde los comienzos del tango.”

En 1943, se integraron a la orquesta de Pugliese los bandoneonistas Esteban Gilardi y Oscar Castagniaro y el violinista Oscar Herrero y entre las grabaciones de la orquesta en las que participó Alessio en ese año y el siguiente se recuerdan especialmente por su estilo decareano los temas Amurado, Mala junta, Mala pinta, Recuerdo, El remate, El rodeo y Tierra querida. A fines de 1944 a pedido de Alberto Castillo, Alessio dejó la orquesta de Pugliese para sustituir al violinista Emilio Balcarce en los arreglos y en la dirección de la orquesta que acompañaba al cantor, que quedó entonces integrada por Alessio como arreglista y director, los bandoneonistas Ángel Condercuri, Luciano Leocata y Antonio Scelza, los violinistas  Armando Ziela, Alzidio Fernández, Frederik y Potenza, el contrabajista Francisco De Lorenzo y el pianista uruguayo César Zagnoli.
En 1948 volvió a ser llamado para reemplazar a Balcarce, esta vez para la orquesta que acompaña al cantor Alberto Marino y con este grabó el tango Mano cruel. Al año siguiente grabó para la discográfica Odeon con su propia orquesta, los tangos instrumentales Tiny, de Pedro Maffia, El remate, de Alberto Pugliese, El recodo, de Alejandro Junnissi y, cantando Mario Delía, Mi Buenos Aires querido.
En 1950 Héctor Varela se separó de la orquesta de Juan D'Arienzo donde era arreglador y primer bandoneón, para organizar su propio conjunto, llevándose al bandoneonista Alberto San Miguel y al cantor Armando Laborde. Por sugerencia de su bandoneonista Carlos Lazzari, D'Arienzo incorporó a Alessio como primer bandoneón y arreglador de la orquesta, que completaban los bandoneonistas Carlos Lazzari, Aldo Junnissi y Felipe Ricciardi, los violinistas Cayetano Puglisi, Blas Pensato, Jaime Ferrer y Clemente Arnaiz, el contrabajista Virgilio Victorio y el pianista Fulvio Salamanca, en tanto los cantores eran Roberto Lemos, reemplazando a Laborde y Alberto Echagüe. La primera pieza que grabaron fue Un tango para mi vieja, cantado por Laborde.
Alessio estuvo siete años con D'Arienzo hasta que a raíz de un contrato para grabar en Odeon se desvinculó para formar su propia orquesta, en la que tuvo como cantores a Hugo Soler, que había trabajado con las orquestas de Alfredo Gobbi y Joaquín Do Reyes y a José Berón, hermano de Raúl, Elba, Rosa y Adolfo Berón. Con su orquesta actuó durante tres años con buena recepción en bailes, cabarés y confiterías, hizo presentaciones en Radio El Mundo y grabó los instrumentales La cumparsita y Catamarca; con la voz de Soler, Ríe payaso y con la de José Berón, Por las calles del tango, Y no pediste perdón y Milonguita.

## Compositor
Entre sus obras se destaca Se lustra señor, un tango que compuso en colaboración con Eduardo Del Piano con letra de Elizardo Martínez Vilas que fue un gran éxito en la voz de Alberto Castillo; también fueron de su autoría, entre otros, los instrumentales Julie, que en 1959 grabó Osvaldo Pugliese, y Bien porteña y los cantables con letra de Reinaldo Yiso, Cantemos corazón, que grabaron Libertad Lamarque y Carlos Di Sarli, Un vals para mamá, Te odio y te quiero, Mi amor y tu amor, De corazón a corazón, Papá y Pero te seguiré queriendo.
En octubre de 1999, el Consejo Deliberante de la ciudad de Buenos Aires, lo galardonó  con la distinción al Mérito Ciudadano. Falleció el 8 de septiembre de 2000 en Mar del Plata, donde residía desde poco tiempo antes.